# Walter Lewin
Walter H.G. Lewin (29 de enero de 1936) es un astrofísico holandés y ex profesor de física en el Instituto de Tecnología de Massachusetts. Lewin obtuvo su doctorado en física nuclear en 1965 en la Universidad Técnica de Delft y fue miembro de la facultad de física del MIT durante 43 años desde 1966 hasta su jubilación en 2009.
Las contribuciones de Lewin en astrofísica incluyen el primer descubrimiento de una estrella de neutrones en rotación a través de estudios con globos en todo el cielo y la investigación en detección de rayos X en investigaciones a través de satélites y observatorios.
Lewin ha recibido premios por la docencia y es conocido por sus conferencias sobre física y su publicación en línea a través de YouTube, edX y MIT OpenCourseWare.
En diciembre de 2014, el MIT revocó el título de profesor emérito de Lewin después de que una investigación del MIT determinara que Lewin había violado la política de la universidad al acosar sexualmente a una estudiante en línea en un curso de MITx que impartió en el otoño de 2013.

## Biografía
Walter Hendrik Gustav Lewin nació en el año 1936 en La Haya, Países Bajos. Su padre fue Walter Simon Lewin y su madre Pieternella Johanna van der Tang. Lewin creció en medio de las turbulencias de la Segunda Guerra Mundial. Su familia tuvo que esconderse poco después de que los nazis invadiesen el país. Muchos de los parientes de Lewin fueron capturados y enviados a las cámaras de gas; su abuelo, Gustav Lewin, y su abuela, Emma Lewin, perecieron en las cámaras de gas de Auschwitz en 1942. Para proteger a su familia, el padre de Walter Lewin, quien, a diferencia de la madre, era judío, decidió irse sin decir nada a nadie. La madre crio a los hijos, mientras siguió a cargo de una pequeña escuela que ella y su marido habían abierto anteriormente. Al finalizar la guerra, el padre reapareció. El padre y la madre de Lewin continuaron entonces a cargo de la escuela, que influyó notablemente en la vocación de Lewin por la enseñanza.

## Educación y carrera
Estudió física nuclear en la Universidad Técnica de Delft, en los Países Bajos, donde obtuvo su doctorado en 1965. Entre 1960 y 1965 fue profesor de física en el Libanon Lyceum de Róterdam. Durante ese mismo periodo llevó a cabo investigaciones en el campo de la física nuclear de baja energía en la Universidad Técnica de Delft.
Walter Lewin llegó al MIT en enero de 1966 como colaborador posdoctoral, y se convirtió más tarde ese mismo año en profesor ayudante ("assistant professor"). Según él mismo comenta, pensaba estar en el MIT un año solamente, pero le gustó tanto que se quedó y nunca salió de allí. Se unió a un grupo de astronomía de rayos X y examinó todo el firmamento mediante globos sonda junto con George W. Clark. A finales de los setenta, hubo unos veinte vuelos de dichos globos que tuvieron éxito. Estos sondeos con globos llevaron al descubrimiento de cinco nuevas fuentes de rayos X, lo cual duplicó el número de fuentes conocidas en aquella época. Además, se encontró que algunas de esas fuentes de rayos X variaban, y lanzaban destellos de rayos X. Los cohetes usados por otros investigadores nunca podrían haber descubierto que las fuentes de rayos X variaban, porque permanecían en el aire tan sólo durante unos minutos, mientras que los globos podían estar en el aire durante muchas horas. Los sondeos también dieron como resultado el descubrimiento de GX1+4, que fue el primer púlsar que se encontró que rotase lentamente.
Walter Lewin fue promovido a "Associate Professor" de física en 1968 y a "Professor" en 1974. Recibió en 2003 el premio "Everett Moore Baker Memorial Award for Excellence in Undergraduate Teaching". Algunas de sus clases y conferencias están disponibles en línea en video, entre ellas la última, que dio como Profesor Emérito, el 16 de mayo de 2011, con motivo de la presentación de su libro "For The Love Of Physics: From the End of the Rainbow to the Edge Of Time - A Journey Through the Wonders of Physics", escrito con Warren Goldstein.

### Premios
Walter Lewin ha recibido hasta el momento los siguientes premios y reconocimientos:
1978: premio NASA for Exceptional Scientific Achievement (logros científicos excepcionales).
1984: premio Alexander von Humboldt; Beca Guggenheim; premio del Consejo Científico del MIT a la excelencia en la enseñanza universitaria.
1988: premio W. Buechner de enseñanza, del departamento de física.
1986: Distinguished Spring Lecturer en la Universidad de Princeton.
1993: miembro de la Real Academia de las Artes y las Ciencias de los Países Bajos.
1996: miembro de la American Physical Society.
1997: premio NASA Group Achievement por el descubrimiento de un tipo de púlsar denominado "Bursting Pulsar".
2003: premio Everett Moore Baker Memorial a la excelencia en la enseñanza universitaria.
2011: el 5 de mayo recibió el primer premio OCW a la excelencia.
2012: el 3 de abril fue situado entre los 300 mejores profesores de los Estados Unidos, por la Princeton Review. Es el único profesor del MIT que lo ha conseguido hasta el momento.

### Descubrimientos
- Descubrimiento de la primera estrella de neutrones de período lento de rotación, a través de fuentes de rayos X detectadas mediante globos sonda.[8]
- Primera detección de variabilidad de rayos X, observada en Scorpius X-1.
- Destellos rápidos en varias fuentes de rayos X durante observaciones llevadas a cabo bajo el proyecto Small Astronomy Satellite 3 (SAS-3).[9]
- Walter Lewin descubrió que las fuentes de rayos X de destellos rápidos son de dos tipos: tipo I (destellos termonucleares) y tipo II (inestabilidades en el flujo de acreción).[9]
- Descubrimiento de oscilaciones cuasi-periódicas (QPO) dependientes de la intensidad, en el flujo de rayos X de la GX5-1, observadas por Lewin en su colaboración con el Observatorio Europeo EXOSAT, en colaboración con colegas de Ámsterdam y Garching, Alemania.[10]
- El púlsar GRO J1744-28, de tipo Bursting Pulsar, fue descubierto por Walter Lewin y sus colaboradores Kouveliotou y Van Paradijs del Observatorio de rayos gamma Compton (GRO).

## Vida personal
Walter Lewin es un entusiasta del arte y un coleccionista. En una ocasión dio una conferencia sobre el tema en el MIT "Looking at 20th Century Art through the Eyes of a Physicist - Walter Lewin (video)" (en inglés). En la década de los años 70 y 80 del siglo XX colaboró con los artistas Otto Piene (nacido en Alemania), uno de los fundadores del Movimiento Zero y director del Center for Advanced Visual Studies del MIT, y Peter Struycken (Países Bajos), uno de los artistas más destacados en Arte computacional.

## Clases
Muchas de las Clases de física de Walter Lewin que ha dado en el MIT se han difundido por TV en la cadena UWTV de Seattle durante más de seis años, alcanzando audiencias de más de cuatro millones de personas. Lewin en persona respondía a cientos de mensajes de correo electrónico que recibía cada año de telespectadores de la UWTV. Durante quince años estuvo en la TV por cable del MIT, con programas puestos en antena las 24 horas del día ayudando a los estudiantes de primer año con sus deberes semanales. Lewin también da cursos en video sobre Mecánica Newtoniana, Electricidad y Magnetismo, y Vibraciones y Ondas, que pueden verse por internet en la página web del MIT OpenCourseWare.
En diciembre de 2014, el MIT le revocó el título de Profesor Emérito de Lewin después de una investigación interna que determinó que Lewin había violado la política universitaria por acosar sexualmente a una estudiante de un curso en línea que impartió en el otoño de 2013, dicha investigación fue muy polémica en su momento por la falta de detalles y del conocimiento de la gravedad de los hechos. La investigación fue criticada por posiblemente seguir la estricta política del MIT de tolerancia cero.

## Selección de publicaciones
- Lewin, Walter H.G.; Jan van Paradijs, Ronald E. Taam (27 de octubre de 2004). «X-ray Bursts». Space Science Reviews 62 (3-4): 223-389. doi:10.1007/BF00196124.

- D. Pooley, W.H.G. Lewin, S.F. Anderson, H. Baumgardt, A.V. Filippenko, B.M. Gaensler, L. Homer, P. Hut, V.M. Kaspi, B. Margon, S. McMillan, S. Portegies Zwart, M. van der Klis, & F. Verbunt (2003). «Dynamical Formation of Close Binary Systems in Globular Clusters». Astrophysical Journal 591: L131-L134. doi:10.1086/377074.

- J. Miller, A. Fabian, R. Wijnands, R. Remillard, P. Wojdowski, N. Schulz, T. Di Matteo, H. Marshall, C. Canizares, & W. Lewin (2002). «Resolving the Composite Fe K-alpha Emission Line in the Galactic Black Hole Cygnus X-1 with Chandra». Astrophysical Journal 578: 348-356. doi:10.1086/342466.

- D. Pooley, W. Lewin, L. Homer, S. Anderson, B. Gaensler, B. Margon, F. Verbunt, J. Miller, D. Fox, V. Kaspi & M. v.d. Klis (2002). «Optical Identifications of Multiple Faint X-ray Sources in the Globular Cluster NGC~6752: Evidence for Numerous Cataclysmic Variables». Astrophysical Journal 569: 405. doi:10.1086/339210.

- C. Kouveliotou, J. van Paradijs, G. J. Fishman, M. S. Briggs, J. Kommers, B. A. Harmon, C. A. Meegan, W. H. G. Lewin (1996). «Discovery of a New Type of Burster from the Galactic Center Region». Nature 379: 799. doi:10.1038/379799a0.

- M. v.d. Klis, J. Swank, W. Zhang, K. Jahoda, E. Morgan, W. Lewin, B. Vaughan, & J. van Paradijs (1996). «Discovery of Sub millisecond Quasi-periodic Oscillations in the X-ray Flux of Scorpius X-1». Astrophysical Journal 469: L1. doi:10.1086/310251.

- W.H.G. Lewin, G.W. Clark and W.B. Smith (1968). «Observation of an X-Ray Flare from Sco X-1». Astrophysical Journal (Letters) 152: L55. doi:10.1086/180177.

### Libros
- Lewin, Walter; Goldstein, Warren, For the Love of Physics: From the End of the Rainbow to the Edge of Time - A Journey Through the Wonders of Physics, Simon and Schuster, 2011. ISBN 978-1-4391-0827-7 (disponible en Español, Inglés, Alemán, Neerlandés, Coreano, Japonés, Chino, Ruso, Italiano y Turco)
- Lewin, Walter; van der Klis, Michiel (editores), Compact stellar X-ray sources, Cambridge; New York: Cambridge University Press, 2006. ISBN 978-0-521-82659-4
- Lewin, Walter H.G.; van Paradijs, Jan; van den Heuvel, Edward P.J., (editores), X-ray binaries, Cambridge; New York: Cambridge University Press, 1995. ISBN 0-521-41684-1
- Truemper, J.; Lewin, W.H.G.; Brinkmann, W., (editores), The evolution of galactic X-ray binaries, Dordrecht, Holland; Boston: D. Reidel Pub. Co.; Hingham, MA: Distribuido en U.S.A. y Canadá por Kluwer Academic Publishers, 1986. ISBN 90-277-2184-X
- Walter H.G. Lewin y Edward van den Heuvel. Accretion-driven stellar X-ray sources, Eds. Cambridge University Press, 1983. ISBN 0 521 24521 4

- Lewin Walter; por amor a la física